# Austromarxismo
Austromarxismo foi uma corrente marxista que se desenvolveu na Áustria, entre as décadas finais do Império Austro-Húngaro e os primeiros anos da Primeira República Austríaca. Os seus principais teóricos foram Victor Adler, Gustav Eckstein, Karl Kautsky, Rudolf Hilferding (economia marxista), Otto Bauer (teoria política), Karl Renner (direito), Friedrich Adler e Max Adler (filosofia), membros do Partido Social-Democrata da Áustria. É conhecida pela sua teoria da nacionalidade e nacionalismo, e pela sua tentativa de conciliá-lo com o socialismo no contexto imperial. Portanto, Otto Bauer pensava no "princípio pessoal" como uma forma de reunir os membros geograficamente divididos de uma mesma nação. Em Die Nationalitätenfrage und die Sozialdemokratie (A questão da nacionalidade e da social-democracia), de 1907, Bauer escreveu que "O princípio pessoal quer organizar as nações não em corpos territoriais, mas na simples associação de pessoas", separando radicalmente a nação do território e tornando-a uma nação associação não-territorial.

## Características
Embora marcado pela tentativa de conciliar o socialismo com o nacionalismo austríaco, foi um movimento heterogéneo, abrigando em suas fileiras tanto pensadores neokantianos como Max Adler, quanto marxistas ortodoxos  como Rudolf Hilferding. Receberam ainda a influência de correntes positivistas desenvolvidas na Áustria, como as elaboradas por Mach e por Avenarius.
A partir do começo do século XX, os filósofos austromarxistas reuniam-se no Círculo denominado "futuro" (Zukunft), publicando a série Marx-Studien (desde 1904) e a revista A luta (Der Kampf) desde 1907.
Em 1921, como via independente da Segunda Internacional e do Comintern, fundaram a Associação Internacional dos Partidos Socialistas, que ficou conhecida como 2½ª Internacional ou Internacional de Viena.
Defendiam temas que mais tarde seriam tornados princípios da social-democracia europeia, como a universalização de serviços de saúde, habitação municipal e educação públicas.
O austro-marxismo inspirou movimentos posteriores como o Eurocomunismo e a Nova Esquerda, todos em busca de um meio-termo socialista democrático entre o comunismo e a social-democracia e uma forma de finalmente unir os dois movimentos.
O austro-marxismo também foi o primeiro movimento na Europa a montar uma resistência armada ao governo fascista, embora tenha sido derrotado em 1934.
O princípio austro-marxista de autonomia pessoal nacional foi posteriormente adotado por vários partidos, entre eles o Bund (União Judaica Trabalhista da Lituânia, Polónia e Rússia), sionistas de esquerda (Hashomer Hatzair) em favor de uma solução binacional na Palestina, o Folkspartei judeu entre as duas guerras mundiais e a União Democrática dos Húngaros na Roménia após 1989.

### Autonomia cultural nacional

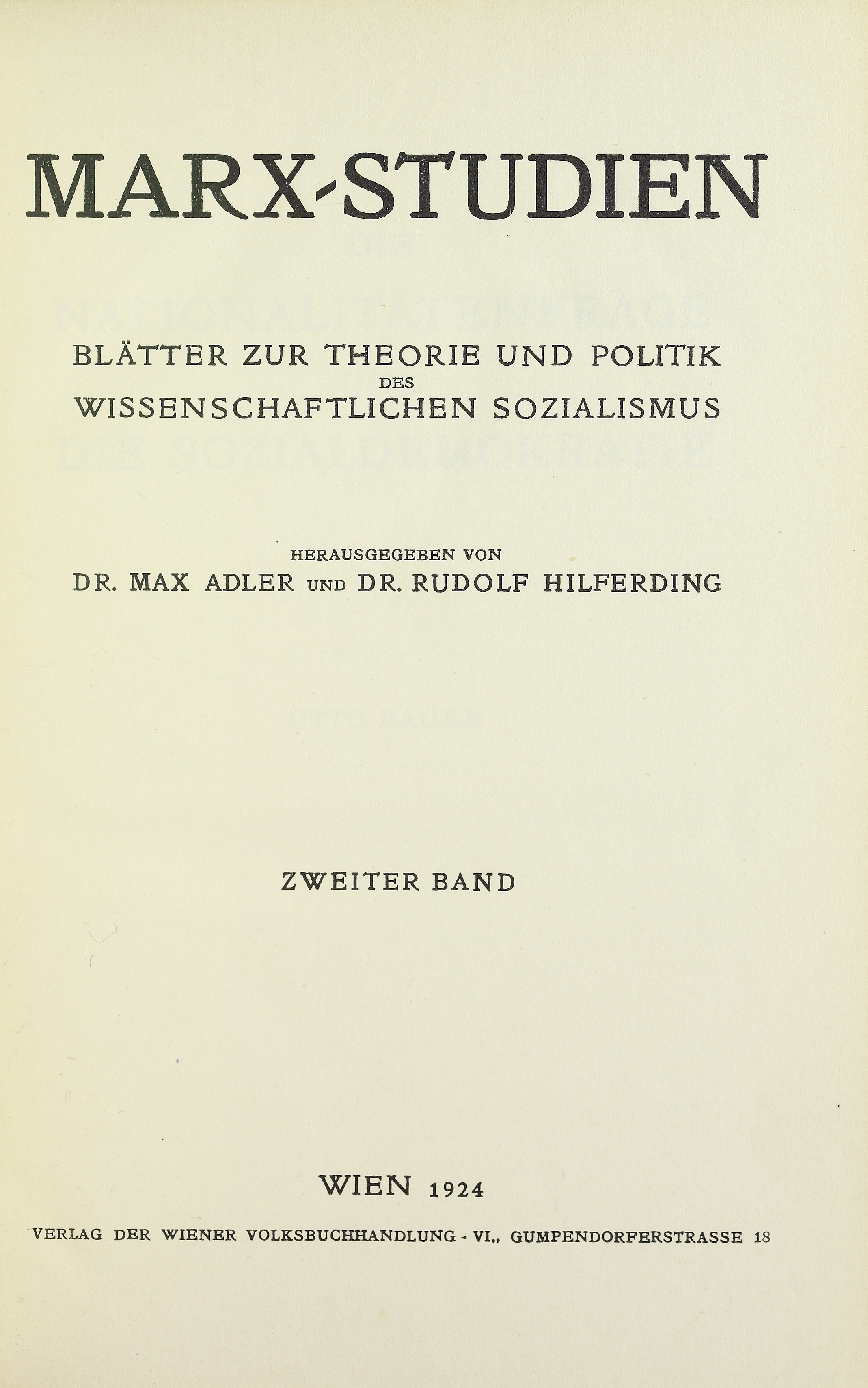
Capa de Die Nationalitätenfrage und die Sozialdemokratie (A questão da nacionalidade e da social-democracia)

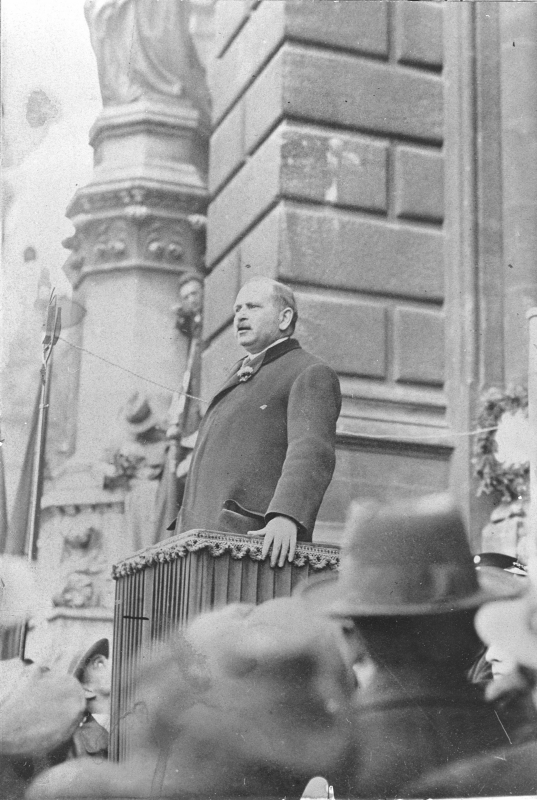
Otto Bauer, teórico da autonomia cultural nacional.

Em 1907, aos 26 anos, Otto Bauer publicou a obra monumental sobre Die Nationalitätenfrage und die Sozialdemokratie (A questão da nacionalidade e da social-democracia). Bauer argumentou que o nacionalismo - embora responsável pela fragmentação do movimento dos trabalhadores austríacos ao longo de linhas étnico-nacionais nos anos anteriores à guerra - poderia, dadas as condições legais-constitucionais certas, promover a causa do socialismo porque os trabalhadores possuíam uma consciência nacional profunda que não corroeria, como os marxistas ortodoxos previram o modo de produção capitalista. O nacionalismo é visto por Bauer como uma forma de reunir os membros geograficamente divididos do mesmo nação para "organizar as nações não em corpos territoriais, mas em simples associação de pessoas", desunindo radicalmente a nação do território e fazendo da nação uma associação não territorial.
Os outros fundadores ideológicos do conceito foram outro austromarxista, Karl Renner, no seu ensaio de 1899 Staat und Nation (Estado e Nação), e o Bundista Vladimir Medem, no seu ensaio de 1904 Di sotsial-demokratie un di natsionale frage (Social-democracia e Questão Nacional).
Esta teoria foi adotada como política oficial na breve República Popular da Ucrânia (1917-1920) e na República da Estónia entre guerras (Lei de 1925 sobre Autonomia Pessoal), e foi incluído na Declaração sobre a Proteção de Minorias na Lituânia pela Liga das Nações em 1925. A estrutura representativa autónoma dos judeus palestinos entre 1920 e 1949, a Asefat ha-Nivharim, também pode ser considerada como uma implementação do princípio de autonomia cultural nacional.

## Herança
O austro-marxismo pode ser visto como o predecessor do Eurocomunismo. Ambas as ideologias são concebidas como alternativas ao Marxismo-Leninismo.